# 성서이역
성서이역(上水站, 영어: Sheung Shui Station)은 홍콩 신계 박구 성서이·석우후이(石湖墟) 남쪽, 초이윈촌(彩園邨) 북쪽에 위치한 철도역이며, 홍콩 지하철 동철선에 속한다. 북행 분기 전 및 국경통제구역 진입 전의 마지막 역이기도 하다. 1930년 5월 16일에 개업했다.
현재 홍콩 특별행정구 정부가 전염병에 대한 대응조치를 위해 2020년 2월 4일부터 로우역과 록마저우역이 임시로 운영을 중단하면서, 이 역은 동철선 북행 대부분의 운행편의 임시 종착역이 되었다(이전에도 국경통제소는 운영 시간이 아닌 동안 이 역이 종착역이었다). 로우역을 오가는 셔틀열차는 30분마다 로우 주민만을 태웠으며, 2020년 3월 21일부터 4월 19일까지, 2020년 10월 10일부터 11월 15일까지 로우역을 종점으로 한 주간 일부 운행이 재개되어 성묘객들이 사령묘지를 왕래할 수 있도록 하였다.

## 역 구조

### 층별 구조
| U1                                | 대합실                                 | A1·A4·B1·B2·E출구, 고객센터, 상점, 셀프서비스, 화장실, 멤버십 서비스, 무료 Wi-Fi 핫스팟 |
| G                                 |                                        |                                                                                         |
| 지면                              | A2출구                                 |                                                                                         |
|                                   | C출구, 고객센터                        |                                                                                         |
| 상대식 승강장, 왼쪽 출입문이 열림 |                                        |                                                                                         |
|                                   | 동철선 로우 / 록마차우 방면(시·종착역) |                                                                                         |
|                                   | 동철선 훙함 방면 (판링)                |                                                                                         |
| 상대식 승강장, 왼쪽 출입문이 열림 |                                        |                                                                                         |
|                                   | D1·D2출구, 고객센터                    |                                                                                         |
| 지면                              | A3출구                                 |                                                                                         |

### 대합실
성서이역 대합실은 승강장 위에 있다. 판링역의 남북 양면이 운임 구역인 것과 달리 본역의 대합실이 운임 구역, 남북 양면은 비운임 구역 및 출구로 되어 있다. 1층 운임 구역에는 화장실이 있고, 대합실 및 승강장층에 위치한 C, D 출구에는 고객센터가 있다.
로비 내 C, D 출구 옆에는 다양한 종류의 매장이 있다. 현금자동입출금기, 자동판매기, 홍콩우정 우편함 등 셀프서비스 시설도 있다. 대합실 비운임 구역에는 MTR 프렌드십 클럽의 멤버십 혜택을 누리실 수 있도록 '멤버십 서비스 스테이션'도 마련돼 있다.

### 승강장
- 1번 승강장 (동철선 로우/록마자우 방면,2022년 4월)
- 2번 승강장 (동철선 감중 방면, 2022년 4월)

성서이역에는 상대식 승강장 2개가 설치되어 있으며 아직 스크린도어가 설치되어 있지 않다. 또한 승강장 중앙에 에스컬레이터 연결홀이 있고 승강장 양쪽에 비상구가 있다.

### 출구
상수역에는 A1, A4, B, E출입구 중 구내 스카이워크와 연계해 인근 상가, 주택 등으로 이어지는 10개의 출입구가 있다.2019 코로나19 사태 및 동철선 접경지역 운행 중단 여파로 C출입구에는 승객만 역을 빠져나가고, 입·출입 승객은 A2출입구 에스컬레이터나 500m 떨어진 엘리베이터에서 역 안으로만 진입할 수 있다.
성서이역에는 10개의 출구가 있으며 그 중 A1, A4, B, E 출구는 인근 쇼핑몰 및 주거용 건물과 연결된 보행자 육교와 연결되어 있다.  COVID-19 전염병 및 동철선 접경지역 운행 중단으로 인해 C 출구는 현재 역에서 나가는 승객만 이용할 수 있다. 출입승객은 A2출구 에스컬레이터 또는 500m 떨어진 엘리베이터를 통해서만 역내로 진입할 수 있다.
| 출구                                  | 지시                   | 사진                                                                           | 출구 인근 |
| ------------------------------------- | ---------------------- | ------------------------------------------------------------------------------ | --- |
| 북면 대합실 (2층)                     |                        |                                                                                | |
| 出口 · A · 1                          | 성서이 관장 (上水廣場) |                                                                                | 초이윈촌(彩園邨), 초이포우원(彩蒲苑), 박구 병원, 타이핑촌, 육보우원(旭埔苑) |
| 出口 · A · 2                          | 성서이 관장 (上水廣場) |                                                                                | 초이윈로, 학가와이촌(客家圍村), 선전-홍콩센터, 다이타우렁촌(大頭嶺村), 충팍롱촌, 시내택시, 전포 센터(晉科中心)                                                                                        |
| 出口 · A · 3                          | 성서이 관장 (上水廣場) |                                                                                | 석워허이(石湖墟), 산완로, 성서이 자전거 회합센터 |
| 出口 · A · 4                          | 성서이 관장 (上水廣場) |                                                                                | 성서이 광장, 룽풍 화원(龍豐花園), 룽삼로(龍琛路), 산도우 광장, 박구 운동장, 성서이 수영장, 틴핑촌, 박구청(北區大會堂), 석위허이 합빌딩, 성서이 Spot                                                   |
| 남면 대합실 (2층)                     |                        |                                                                                | |
| 出口 · B · 1                          | 성서이 센터 (上水中心) |                                                                                | 박구 병원, 헝호이(香海)정각련사불교 찬식왕(陳式宏)학교, 홍콩도교연맹 당힌(鄧顯) 기념 중학교, 타이핑촌(太平邨), 육보우원, 둥와 삼원(東華三院)갑인년총리중학교                                          |
| 出口 · B · 2                          | 성서이 센터 (上水中心) | 박구 공원, 성서이 센터, 성서이 명도(上水名都), 박구청, 성공회 칸융(陳融)중학교 | |
| 出口 · E                              | 산완로 (新運路)        |                                                                                | 산완로, 성서이 센터 |
| 1번 승강장 (1층)                      |                        |                                                                                | |
| 出口 · C                              | 초이윈로 (彩園路)      |                                                                                | 초이윈로, 초이포우원, 육보우원, 초이윈촌, 타이핑촌, 헝호이 정각련사불교 찬식왕 학교, 홍콩도교연맹 당힌(鄧顯)기념 중학교, 박구 병원, 둥와삼원 갑인년총리중학교, 전포 센터, 선전-홍콩센터, 다이타우렁촌 |
| 2번 승강장 (1층)                      |                        |                                                                                | |
| 出口 · D · 1                          | 산완로 (新運路)        |                                                                                | 건조업의회 성서이 훈련센터, 풍카이(鳳溪)사회서비스종합청사, 성서이 광장, 룽삼로, 박구 운동장, 산완로, 석워허이, 성서이 수영장, 타이핑촌, 처이라이 화원(翠麗花園), 성서이 Spot, 성서이 자전거회합센터  |
| 出口 · D · 2                          | 산완로 (新運路)        |                                                                                | 박구 병원, 산도우(新都)광장, 박구 공원, 박구청, 성서이 센터, 익처이원(奕翠園) |
| 아이콘 설명: 경사로 \| 같은 층에 위치 |                        |                                                                                | |

### 역 예술품
성서이역은 대합실에 있는 역 예술품 한 조가 설치되었다.
| 사진 | 작품           | 작가              | 장소            | 완성일     |
| ---- | -------------- | ----------------- | --------------- | ---------- |
|      | River Flow(流) | 이윤복 (대한민국) | 성서이역 대합실 | 2014년 3월 |

## 이용 현황

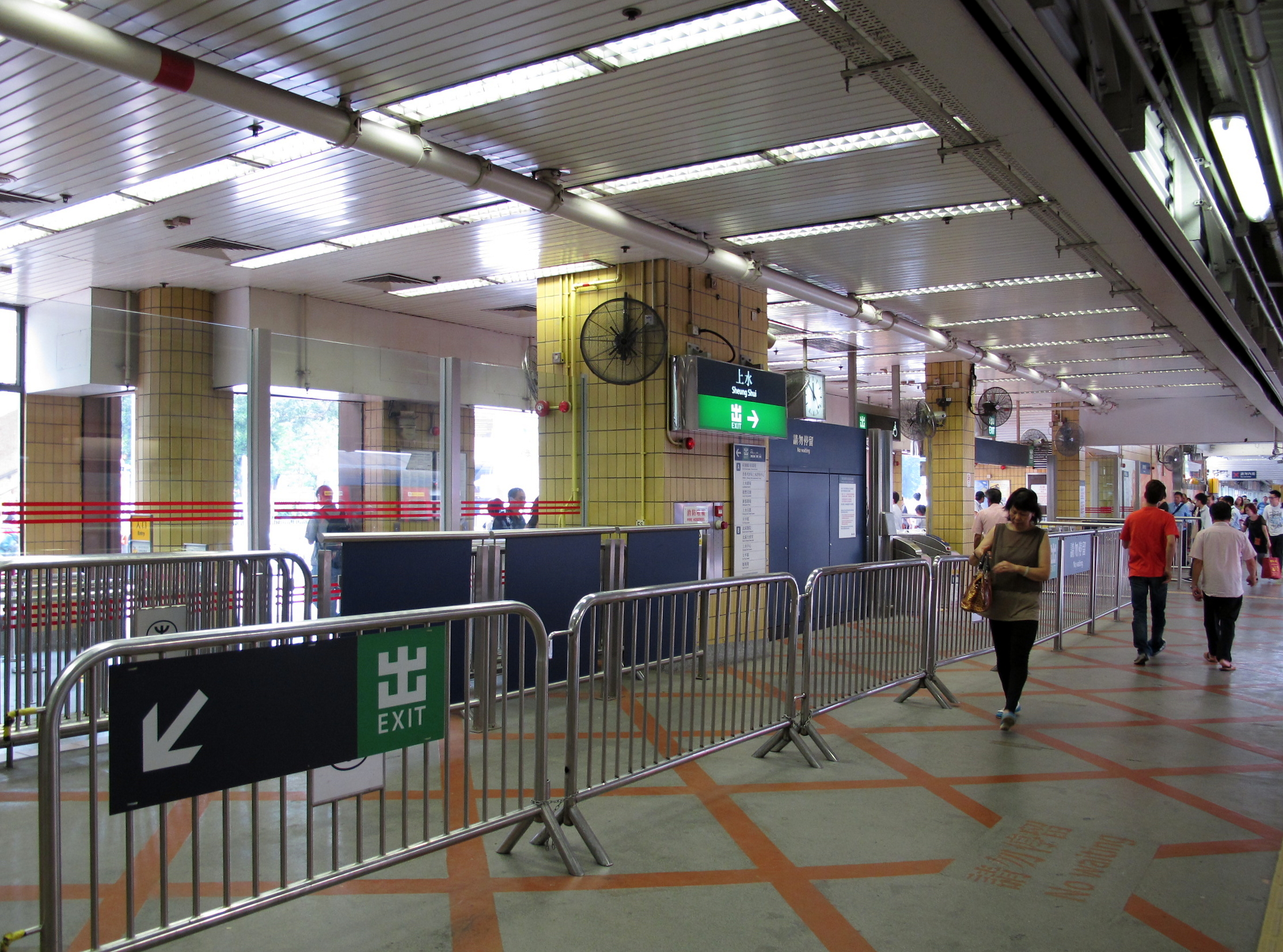
2009년부터 MTR은 역 1번 승강장(로우/록마자우 방면)의 2~4번째 카드 위치에 천장부터 바닥까지의 투명벽을 설치하고, 추가 보안요원을 파견하여 게이르틀 감시하고 있다.

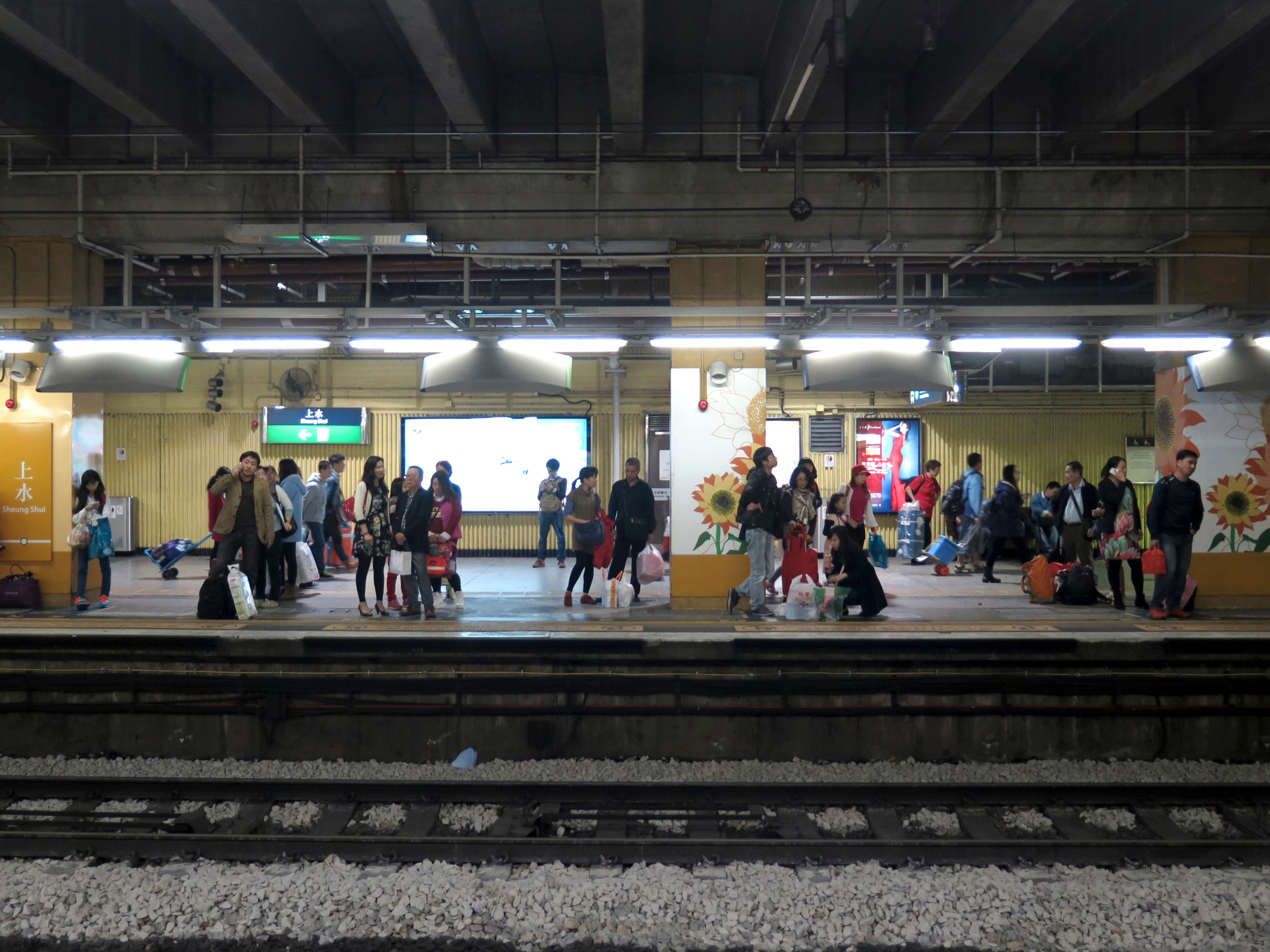
1번 승강장(로우/록마자우행)에서 대기 중인 승객

본역은 성서이 신도시 주민 통근 목적 외에, 동철선은 중국-홍콩 국경 통과 목적도 갖추고 있기 때문에, 적지 않은 신계 서부의 주민과 홍콩 국제공항을 오가는 국내외 승객들이 먼저 버스나 미니버스를 타고 이 역에 도착하고, 다시 동철선으로 갈아타고 본토로 들어가기 때문에, 본역의 인파는 여전히 높은 편이다. 또한 본역은 병행 수입업자들에게 인기있는 배송 장소중 하나가 되어, 동철선 14개 역 중 역출입이 가장 많은 역이 되었다.
또한, 도심에서 출발하여 본 역에서 다시 MTR를 타고 경계을 통과하기 때문에, MTR 직통 열차보다 비용을 절감하고, 대중교통요금보조계획에서는 경계통과비용이 포함되지 않으며, 무료 Wi-Fi 핫스팟의 적지 않은 이용객(특히 옥토퍼스 고령자, "학생 신분" 또는 "장애인 신분" 개인 옥토퍼스, 공항 쾌속선 이용표 및 각종 월정기권(특히 성서이/우카이사-짐둥 월정기 강화판) 소지자, 또한 해당 이용객은 동철선 또는 마온산선의 각 역에도 동시 이용 가능)은 시내의 각 역에서 동철선을 타고 성서이까지 도착후 나와서 2분 동안 기다리거나 다른 옥토퍼스 카드를 통해 역에 다시 들어가 뤄후 및 록마자우행 열차를 타게 되며, 반대로 적지 않은 승객이 로우 또는 록마자우에서 성서이까지 동철선을 이용하고, 역에서 나온 후 2분 대기하거나 다른 옥토퍼스 카드를 사용하여 역으로 재진입후 동철선을 타고 목적지로 이동하기도 한다. 리처드 초이(蔡耀昌) 민간규제공공사업연대 대변인은 성서이에서 로우 및 록마자우까지의 요금이 비싼 만큼 승객들의 처신을 나무랄 수 없다고 주장했다.

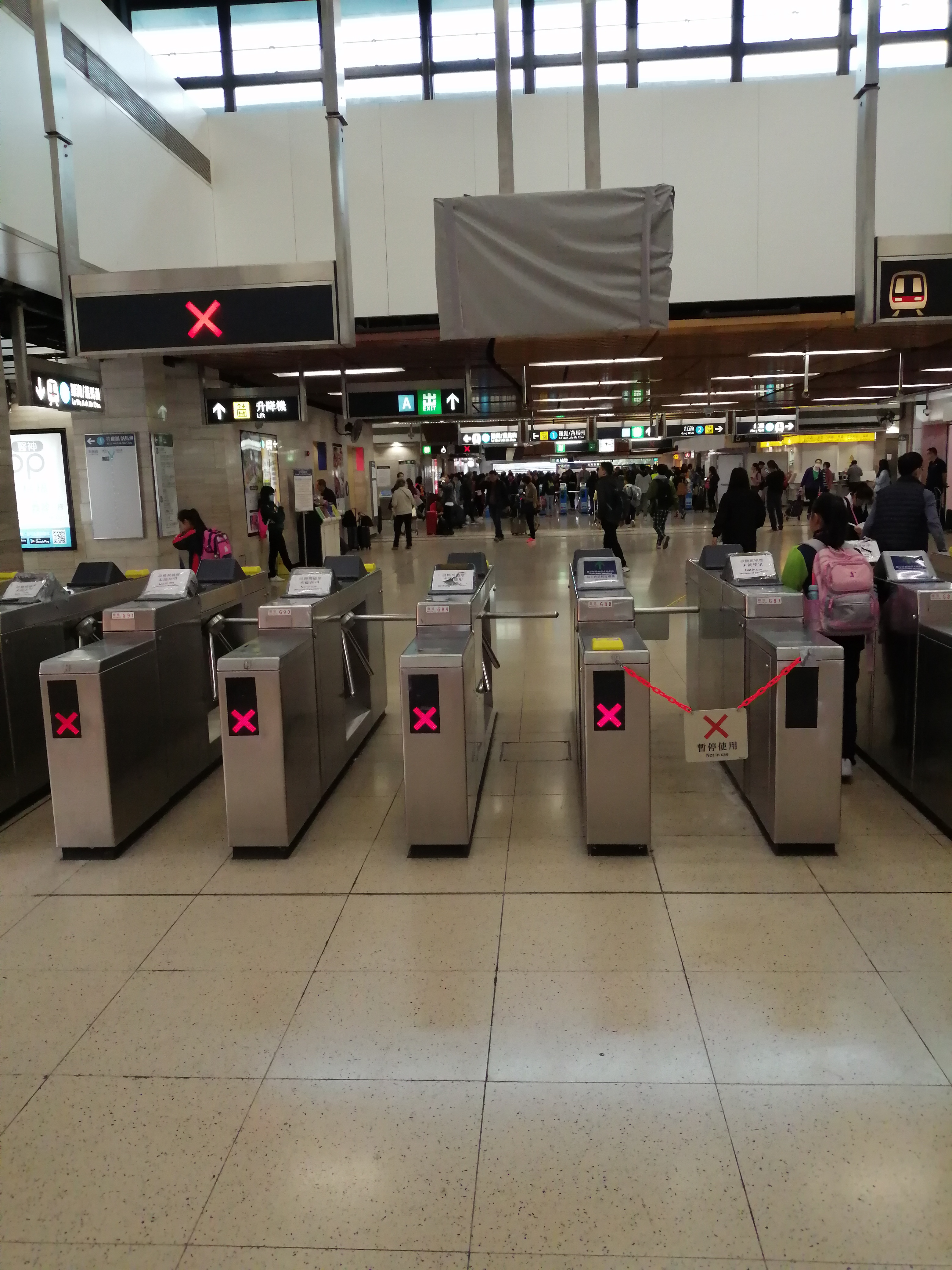
성서이역의 파손된 개집표기와 디스플레이
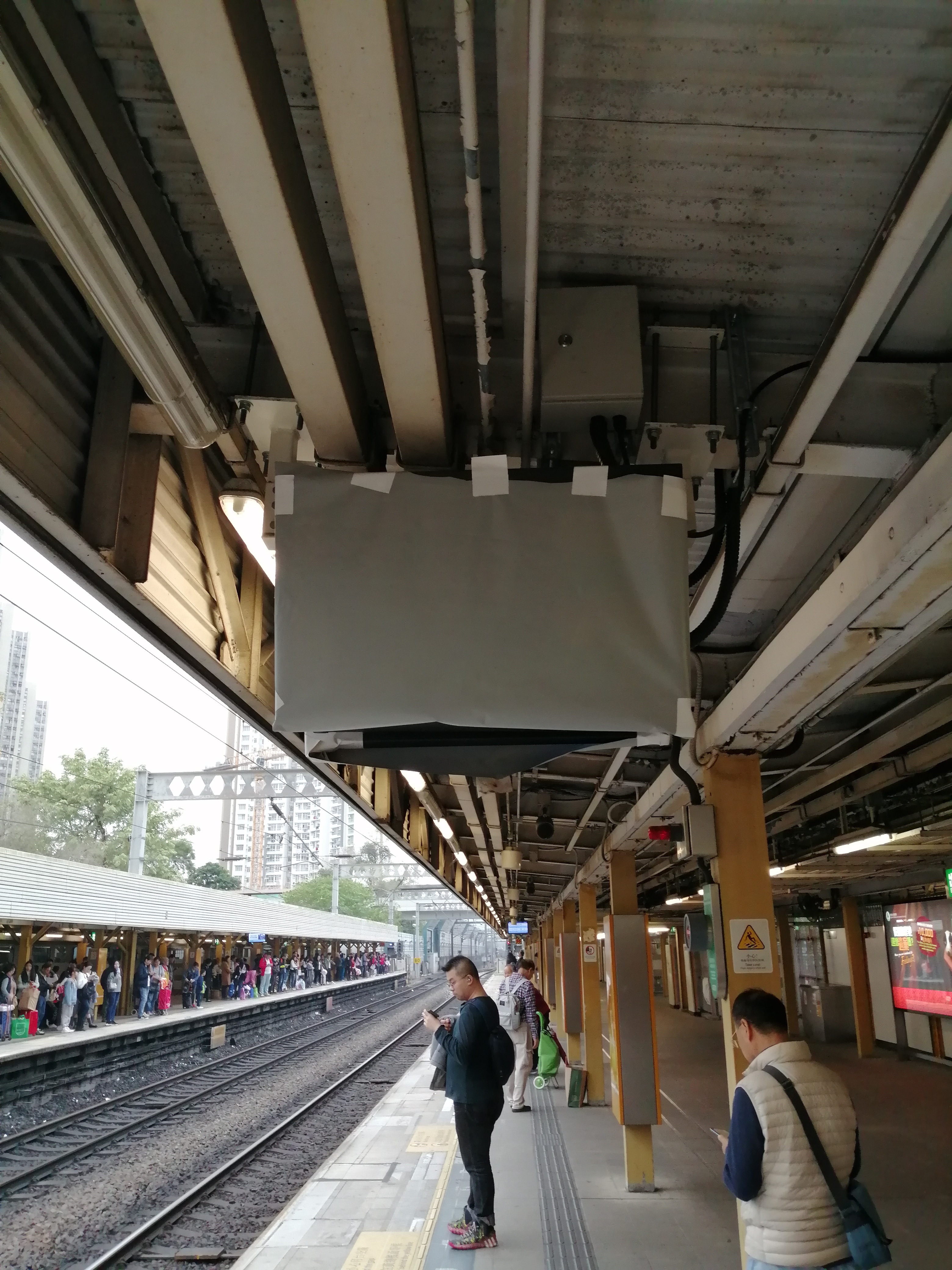
성서이역 승강장의 파손된 디스플레이
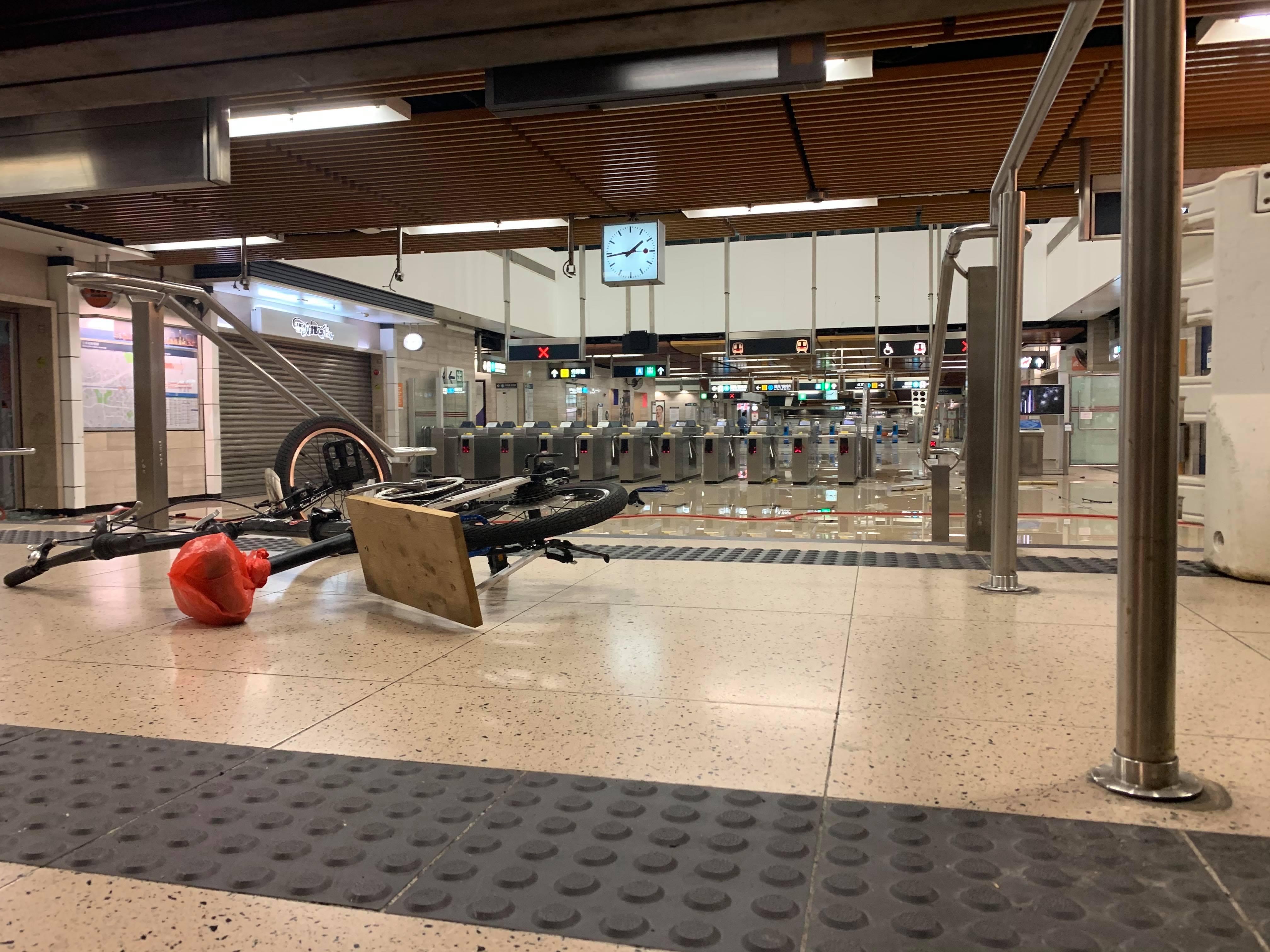
성서이역 대합실. 잔해물로 가득차 있었고, 자동 스프링클러가 파괴되어 여러곳에 물이 뿌려졌다.